# Trevor Paglen
Trevor Paglen (* 1974) je americký umělec, fotograf, geograf a spisovatel, jehož práce se zabývá masovým sledováním a sběrem dat.
Sean O'Hagan, píšící pro deník The Guardian, řekl, že Paglen, jehož „probíhající velký projekt [je] temný svět globálního státního dohledu a etika boje s drony“, je „jedním z konceptuálně nejdobrodružnějších politických umělců, kteří dnes pracují, a spolupracuje s vědci a aktivisty v oblasti lidských práv na ambiciózních multimediálních projektech.“
V roce 2016 získal cenu Deutsche Börse Photography Foundation Prize a získal také kulturní cenu Německé společnosti pro fotografii. V roce 2017 byl příjemcem grantu MacArthur Genius Grant.

## Život a dílo
Paglen získal titul BA v roce 1998 na University of California v Berkeley, titul Master of Fine Arts v roce 2002 na School of Art Institute of Chicago a Ph.D. v geografii v roce 2008 na Kalifornské univerzitě v Berkeley, kde v současné době pracuje jako výzkumný pracovník.
Paglen vydal řadu knih. Torture Taxi (2006, jeho spoluautorem byl investigativní novinář Adam Clay Thompson) byla první kniha komplexně popisující program CIA mimořádného vydávání vězňů. I Could Tell You But Then You Would Have to be Destroyed by Me (2007), je pohled na svět vojenských černých projektů vytvořených pro přísně tajné programy. Blank Spots on the Map: The Dark Geography of the Pentagon's Secret World (2009) je širším pohledem na utajování informací ve Spojených státech. The Last Pictures (2012) je sbírka 100 obrázků, které mají být umístěny na permanentní média a vypuštěny do vesmíru na palubě EchoStar XVI, dostupné pro budoucí civilizace (mimozemské nebo lidské).
Sean O'Hagan, píšící pro deník The Guardian, řekl, že Paglen, jehož „probíhající velký projekt [je] temný svět globálního státního dohledu a etika boje s drony“, je „jedním z konceptuálně nejdobrodružnějších politických umělců, kteří dnes tvoří a spolupracuje s vědci a aktivisty v oblasti lidských práv na ambiciózních multimediálních projektech“. Jeho vizuální tvorba, jako například série „Limit Telephotography“ a „The Other Night Sky“, si zasloužila širokou pozornost jak pro své technické inovace, tak pro svůj koncepční projekt, který zahrnuje současně vytváření či zamítání pravdy o dokumentárním stylu.
V roce 2007 byl uměleckým komisařem pro neziskové umělecké a technologické centrum Eyebeam.
Paglen je zmíněn v dokumentárním filmu Traceroute.

## Publikace

### Paglenovy publikace
- I Could Tell You But Then You Would Have to be Destroyed by Me. Brooklyn, NY: Melville House, 2007. ISBN 1-933633-32-8.
- Blank Spots on the Map: The Dark Geography of the Pentagon's Secret World. New York: Dutton, 2009. ISBN 9781101011492.
- Invisible: Covert Operations and Classified Landscapes, Photographs by Trevor Paglen. New York: Aperture, 2010. ISBN 9781597111300. Esej: Rebecca Solnit.
- The Last Pictures. Oakland, CA: University of California, 2012. ISBN 9780520275003.
- Trevor Paglen. Londýn: Phaidon, 2018. ISBN 0714873446. Texty: Laren Cornell, Julia Bryan-Wilson, Omar Kholeif.

### Publikace ve spolupráci
- Torture Taxi. Spoluautor: Adam Clay Thompson. Brooklyn, NY: Melville House Publishing, 2006. ISBN 1-933633-09-3.
  - Icon, 2007. ISBN 9781840468304.

### Publikace s příspěvky od Paglena
- Experimental Geography – Radical Approaches to Landscape, Cartography, and Urbanism. Brooklyn, NY: Melville House, 2009. ISBN 978-0091636586. Edited by Nato Thompson. Texty: Paglen, Thompson a Jeffrey Kastner.
- Trevor Paglen and Jacob Appelbaum – Autonomy Cube. Revolver, 2016. ISBN 978-3957633026. Texty: Luke Skrebowski a Keller Easterling on Autonomy Cube, a piece of sculpture by Paglen and Jacob Appelbaum. Anglicky a německy.

## Výstavy
Paglen vystavoval fotografie a další vizuální díla:
- Massachusetts Museum of Contemporary Art, North Adams, Massachusetts
- Andy Warhol Museum of Modern Art, Medzilaborce, Slovensko
- San Francisco Museum of Modern Art, San Francisco, CA
- Bellwether Gallery, New York, 2006.[10]
- Still Revolution: Suspended in Time, Museum of Contemporary Canadian Art, Toronto, 2009. Společná výstava autorů: Paglen, Barbara Astman, Walead Beshty, Mat Collishaw, Stan Douglas, Idris Khan, Martha Rosler a Mikhael Subotzky.[11]
- Geographies of Seeing, Lighthouse, Brighton, England, 2012[12][13][14][15]
- Trevor Paglen, Altman Siegel gallery, San Francisco, CA, 2015[16][17]
- Autonomy Cube, Edith-Russ-Haus, Oldenburg, Německo, říjen 2015 – leden 2016. Socha: Paglen a Jacob Appelbaum.[18][19]
- Deutsche Börse Photography Foundation Prize 2016, The Photographers' Gallery, Londýn, 2016. Deutsche Börse Photography Prize shortlist with Paglen, Erik Kessels, Laura El-Tantawy a Tobias Zielony.[2]
- Radical Landscapes, di Rosa, Napa, 2016[20]
- A Study of Invisible Images, Metro Pictures, New York, 2017[21]

## Experimentální geografie
Paglen v rámci termínu „experimentální geografie“ popisuje praxi spojení experimentální kulturní produkce a umění s nápady od geografie, využití prostoru, materialismu a praxi. Kniha Experimental Geography: Radical Approaches to Landscape, Cartography, and Urbanism je do značné míry inspirována Paglenovou prací.

## Ceny a ocenění
- 2014: Pioneer Award od Electronic Frontier Foundation.[23]
- 2015: The Cultural Award od German Society for Photography (DGPh)[4]
- 2016: Deutsche Börse Photography Foundation Prize[3]
- 2017: MacArthur Fellow, John D. and Catherine T. MacArthur Foundation, Chicago, IL[24]
- 2018: Nam June Paik Art Center Prize[25]

## Sbírky
Paglenova díla jsou součástí následujících veřejných sbírek:
- Columbus Museum of Art, Columbus, OH[26][27]
- San Francisco Museum of Modern Art, San Francisco, CA[28]

## Galerie

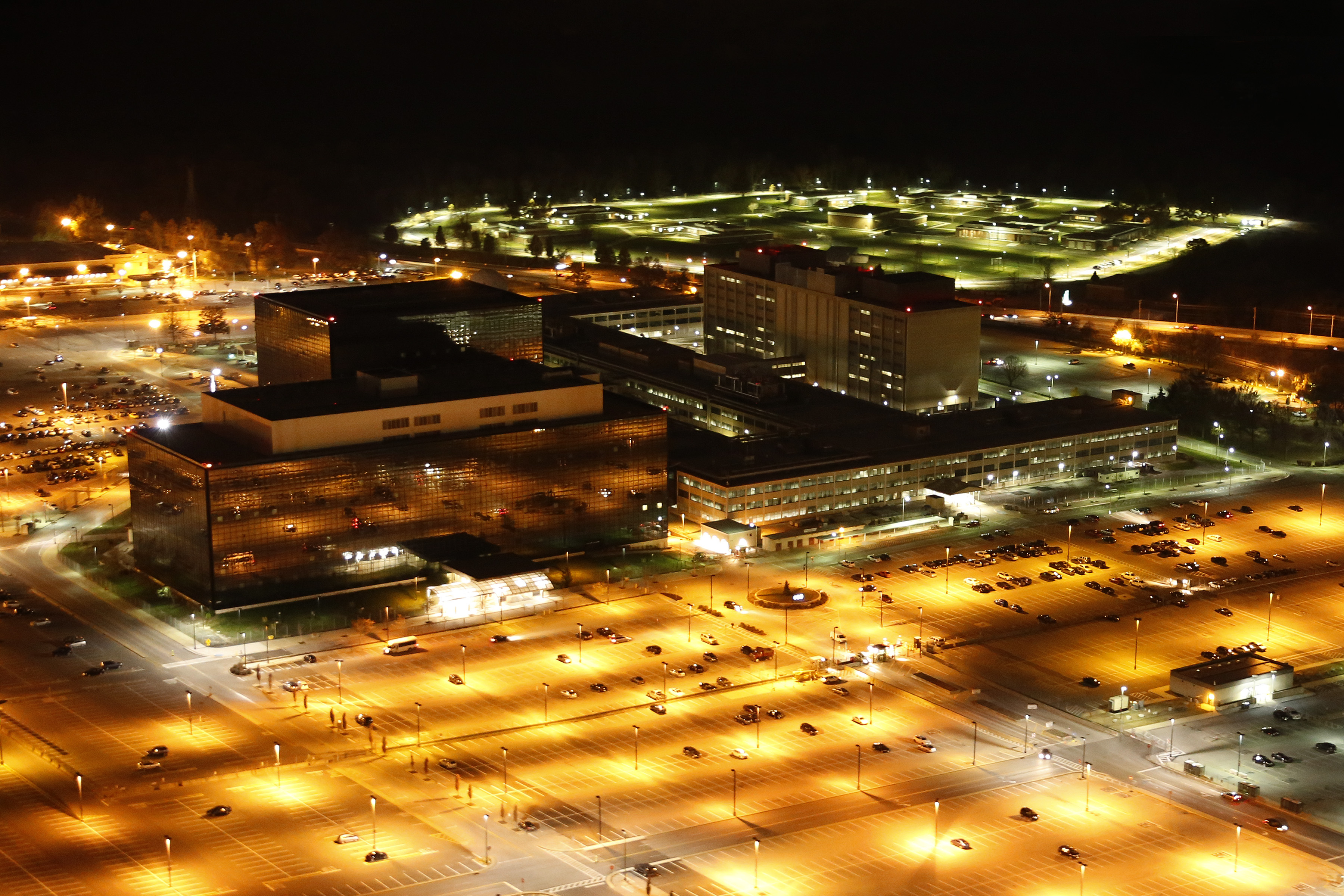
Sídlo Národní bezpečnostní agentury ve Fort Meade v Marylandu
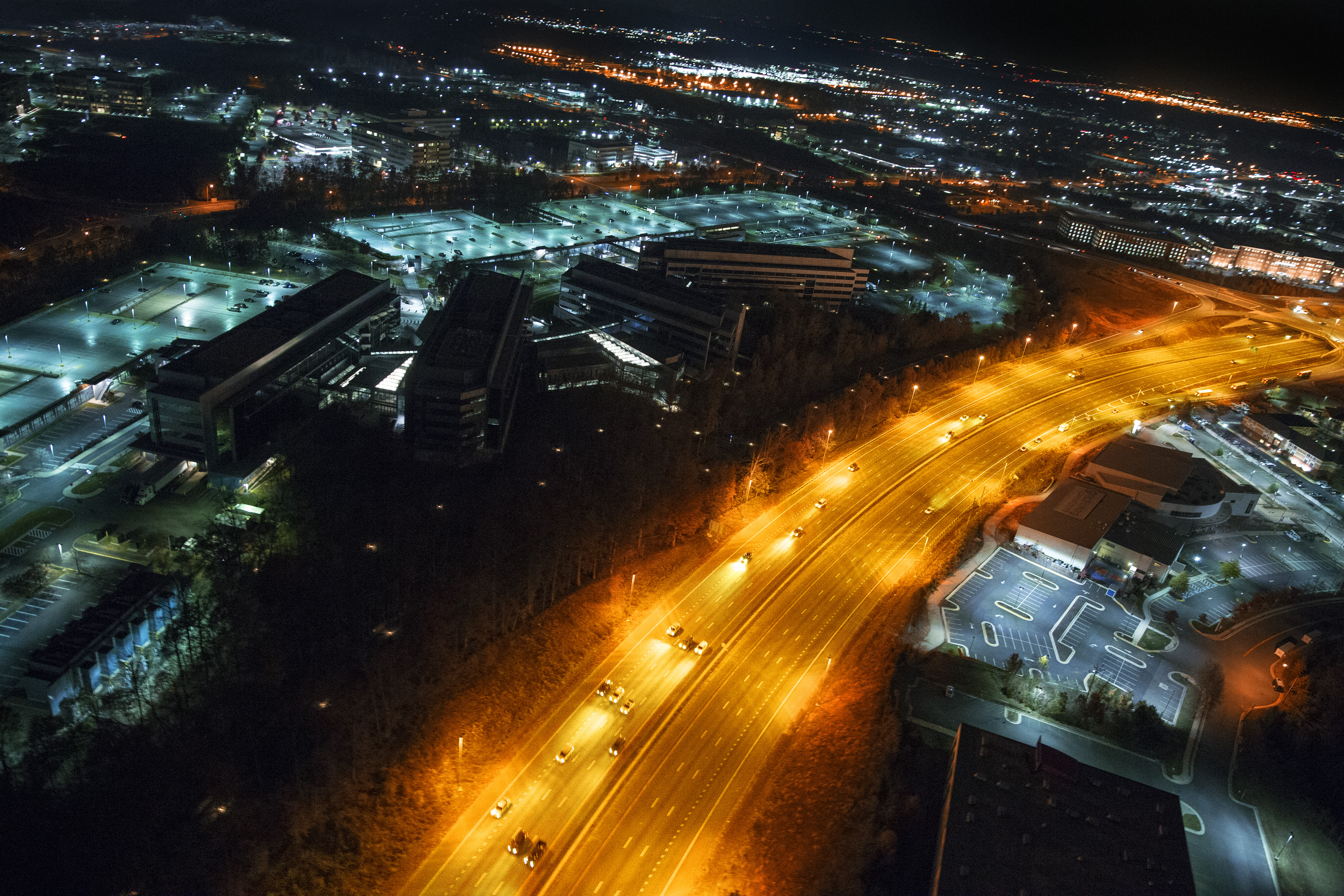
Ředitelství Národní průzkumné kanceláře v Chantilly ve Virginii
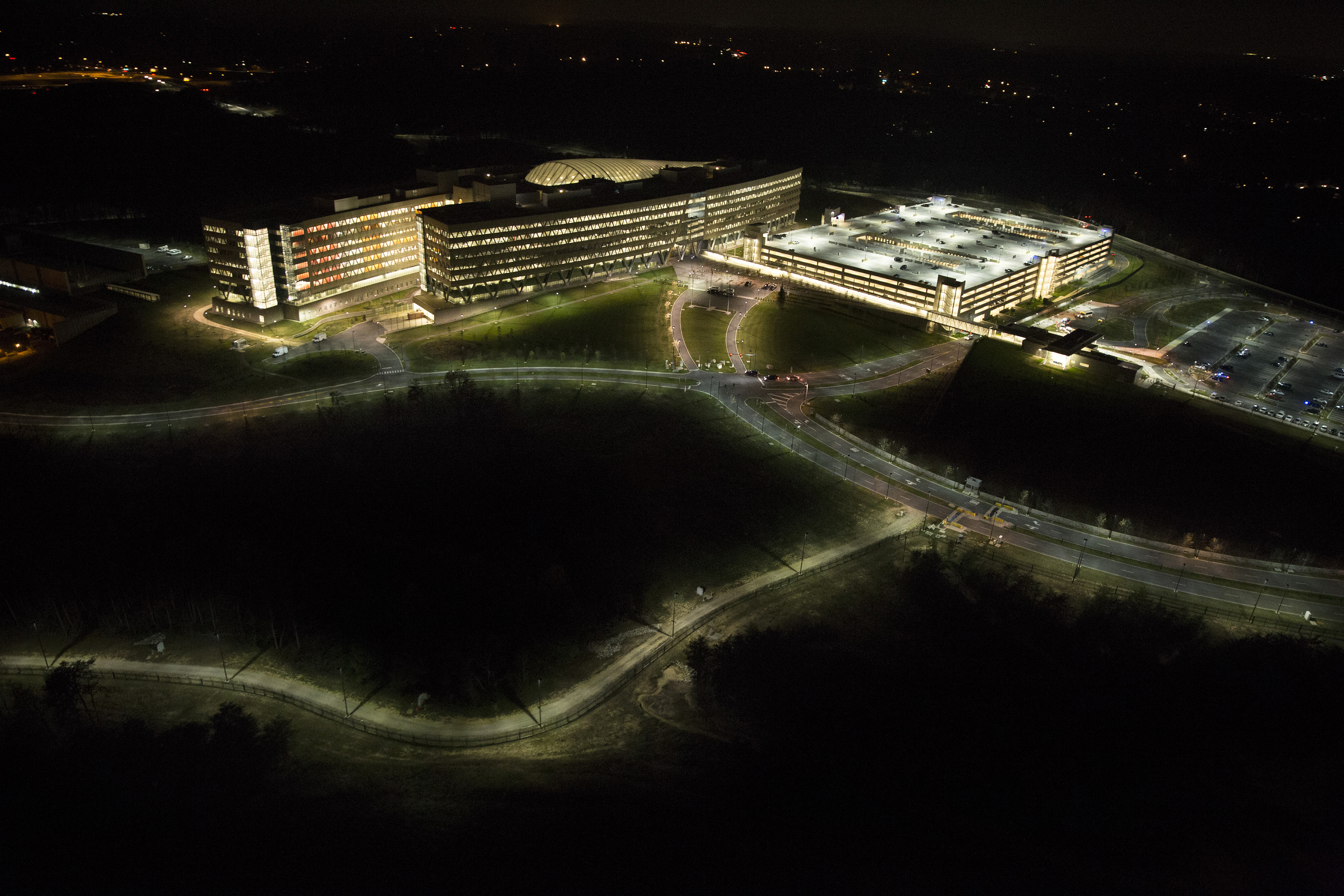
Ředitelství Národní geoprostorové zpravodajské agentury ve Springfieldu ve Virginii